# هاري جي. سامرز جونيور
هاري جي. سامرز جونيور (بالإنجليزية: Harry G. Summers, Jr.)‏ هو كاتب أمريكي، ولد في 6 مايو 1932، وتوفي في 14 نوفمبر 1999.